# Diplectrum formosum
Diplectrum formosum là một loài cá biển thuộc chi Diplectrum trong họ Cá mú. Loài này được mô tả lần đầu tiên vào năm 1766.

## Phân bố và môi trường sống
D. formosum có phạm vi phân bố rộng rãi ở Tây Đại Tây Dương. Loài này được tìm thấy từ bang Virginia (Hoa Kỳ) dọc theo bờ biển đông nam Hoa Kỳ, bao gồm cả Bermuda, trải rộng khắp vịnh Mexico và các quần đảo bên trong. Ở biển Caribe, chúng được tìm thấy ở tây nam Cuba, Puerto Rico, quần đảo Virgin, và dọc theo Nam Mỹ từ Panama đến bang São Paulo, Brazil. D. formosum sống xung quanh các rạn san hô ở vùng cát bùn hay các thảm cỏ biển gần bờ, độ sâu khoảng từ 7 đến 73 m (nhưng phổ biến nhất trong khoảng 50 m trở lại). Cá con ưa sống ở vùng nước nông hơn cá trưởng thành.

## Mô tả
D. formosum trưởng thành có chiều dài cơ thể lớn nhất đo được là 30 cm; cá mái trưởng thành tình dục khi đạt chiều dài 18 cm. Tuổi thọ trung bình của chúng là khoảng 8 năm. Đầu và thân của cá thể trưởng thành màu nâu vàng nhạt, trắng ở bụng. Đầu có các sọc gợn sóng màu xanh ánh kim. Thân có các sọc màu xanh ánh kim dọc theo chiều dài cơ thể và các sọc màu nâu cam theo chiều dọc cơ thể. Đốm sậm màu trên cuống đuôi. Cá con có 2 sọc màu nâu sậm.
Số gai ở vây lưng: 10; Số tia vây mềm ở vây lưng: 11 - 13; Số gai ở vây hậu môn: 3; Số tia vây mềm ở vây hậu môn: 6 - 8; Số tia vây mềm ở vây ngực: 15 - 17; Số vảy đường bên: 66 - 68.